# Freudenberg, Možberk
Freudenberg je naselje v Občini Možberk v Okraju Celovec-dežela na Koroškem v Avstriji.